# 排草香属
排草香属是唇形科下的一个属，为草本或亚灌木植物，产自热带亚洲及非洲。